# 티나 타우라이테
티나 타우라이테(에스토니아어: Tiina Tauraite, 1976년 6월 2일 ~ )는 에스토니아의 배우이다.